# Rajon Iskăr
Rajon Iskăr (bulgariska: Район Искър) är ett distrikt i Bulgarien.   Det ligger i kommunen Stolitjna Obsjtina och regionen Sofija-grad, i den västra delen av landet, 9 km öster om huvudstaden Sofia. I distriktet ligger orten Busmantsi.